# Pomnik Języka Afrikaans
Afrikaans Language Monument (afrikaans: Afrikaanse Taalmonument) usytuowany na wzgórzu niedaleko Paarl. Ukończony w 1975 roku. 
Pomnik składa się z różnych ostrych, czubatych struktur, symbolizuje wpływy z innych języków i kultur do języka afrikaans, jak również polityczne wydarzenia w Republice Południowej Afryki, następująco:
- Clear West - europejskie dziedzictwo tego języka
- Magical Africa - afrykańskie wpływy na język
- Most - most pomiędzy Europą i Afryką
- Afrikaans
- Republika - zadeklarowana w 1961
- Malajski język i kultura